# Joseba Llorente
Joseba Llorente Etxarri (* 24. November 1979 in Hondarribia, Baskenland) ist ein spanischer Fußballspieler.

## Spielerkarriere

### Die Anfänge
Joseba Llorente stammt aus der Jugend des baskischen Traditionsvereins Real Sociedad. Für die „Txuri Urdin“ spielte er zunächst 1998/99 im B-Team, ehe er zwischen 1999 und 2003 in 23 Spielen vier Tore in der Primera División erzielen konnte. In der Saison 2000/01 war Llorente an den Zweitligisten SD Eibar ausgeliehen. Sein größter Erfolg war die Vize-Meisterschaft mit Real Sociedad 2003, bevor er im Sommer desselben Jahres den Verein verließ und endgültig in Eibar blieb. Nach zwei gescheiterten Anläufen aufzusteigen, ging er im Sommer 2005 zum Liga-Rivalen Real Valladolid.

### Real Valladolid
In Valladolid konnte sich Llorente als erfolgreicher Torschütze etablieren und sich einen Stammplatz erarbeiten. Mit seinen Toren hatte er maßgeblichen Anteil am Aufstieg seiner Mannschaft 2006/07. Auch in der Primera División war er mittlerweile erfolgreich mit zwölf Toren nach der Hinrunde 2007/08. Am 20. Januar 2008 erzielte er im Liga-Spiel gg. Espanyol Barcelona das schnellste Tor aller Zeiten in der Geschichte der Primera División (nach 7,82 Sekunden).

### FC Villarreal
Im Sommer 2008 unterschrieb Joseba Llorente einen Vertrag beim Vizemeister und UEFA Champions League – Teilnehmer FC Villarreal.